# AXA Center
Das AXA Equitable Center, offiziell 787 Seventh Avenue, ist ein 1985 fertiggestellter Wolkenkratzer in Manhattan in New York City. Das Gebäude war bis 2016 im Besitz von AXA Financial und ist der Hauptsitz der zu Axa gehörenden Equitable Life Insurance.

## Baubeschreibung
Der Büroturm befindet sich an der Seventh Avenue zwischen der West 52nd und 53rd Street in Midtown Manhattan. Nördliches Nachbargebäude ist das 153 m hohe Sheraton New York Times Square Hotel. Nur einen Block östlich liegt das Rockefeller Center.
Das Architekturbüro Edward Larrabee Barnes Associates entwarf den Wolkenkratzer im Auftrag der Equitable Holdings. Die Bauarbeiten begannen 1984 und wurden bereits nach einem Jahr abgeschlossen. Das Gebäude ist 229,2 Meter (752 Fuß) hoch und hat 51 Stockwerke. Architektonisch zeichnet es sich durch seine kantigen Formen sowie seine drei Rücksprünge an der Fassade aus, die aus abwechselnden Fenster- und Kalksteinbändern, unterbrochen von Pfeilern aus braunem Granit, besteht. Den Dachabschluss bildet als letzter Rücksprung ein auffälliger rechteckiger, fast fensterloser Aufbau. Dieser besteht aus schlichten Kalksteinplatten mit vertikalen Granitstreifen und verfügt an beiden Enden über ein gewölbtes romanisches Fenster – hier befindet sich der Sitzungssaal der Equitable. An der Ostseite befindet sich zwischen dem Büroturm und einem achtstöckigen Nebengebäude eine sechs Etagen hohe Arkade, die von einem zweistöckigen Dachaufbau mit Oberlichtern überspannt wird. Durch die Arkade führt seit 2012 die Fußgängerpassage 6½ Avenue. Diese beginnt an der 51st Street und führt durch mehrere Blocks bis zur 57th Street.
Zu dem 167.225 m² großen, hochmodernen Gebäude gehören ein Auditorium im Theaterstil mit 487 Sitzplätzen, ein Fitnesscenter mit Pool und mehrere Restaurants. Das Atrium des Gebäudes bietet bei Veranstaltungen Platz für 500 Personen. Im Erdgeschoss gibt es die „Equitable (AXA) Gallery“ für Kunstausstellungen. Die Lobby ist mit dem Wandgemälde „Blue Brush Stroke“ von Roy Lichtenstein gestaltet. In der Arkade gibt es eine öffentliche Galerie, an deren nördlichen Ende an der 52nd Street die Elefantenskulptur „Young Elephant“ des britischen Bildhauers Barry Flanagan steht. Von der Arkade gelangt man über einen Glaspavillon zur Empfangshalle sowie durch einen unterirdischen Gang zur weitläufigen unterirdischen Halle des Rockefeller Center. Nur einen Block entfernt befindet sich an der Kreuzung Seventh Avenue/53rd Street die Station 7 Avenue der New York City Subway. Hier verkehren die Linien   .
Bauherr und Eigentümer Equitable Holdings wurde 1991 von Axa übernommen. Im Februar 2016 erwarb die Firma California Public Employees‘ Retirement System (CalPERS) das Gebäude von AXA Financial für 1,9 Milliarden US-Dollar. Mieter sind neben AXA Financial unter anderem BNP Paribas, Stifel, New Mountain Capital, Willkie Farr & Gallagher, UBS, Sidley Austin und die Citigroup. 2022 ersetzte man den über dem Portal angebrachten Schriftzug „AXA Equitable“ durch den Schriftzug „BNP Paribas“. Die Bank BNP Paribas ist seit 1986 im Büroturm ansässig. 787 Seventh Avenue hat in der Nachhaltigkeit die LEED Gold-Zertifizierung erhalten.

## Helikopterabsturz
Am 10. Juni 2019 stürzte ein Helikopter bei einer versuchten Notlandung auf das Dach der 787 Seventh Avenue ab. Der Pilot starb als einziger Insasse bei dem Unglück. Der Hubschrauber wurde zerstört und löste einen Brand auf dem Dach aus, der schnell gelöscht wurde. Die Büroangestellten im Gebäude wurden evakuiert und niemand wurde verletzt.

## Galerie

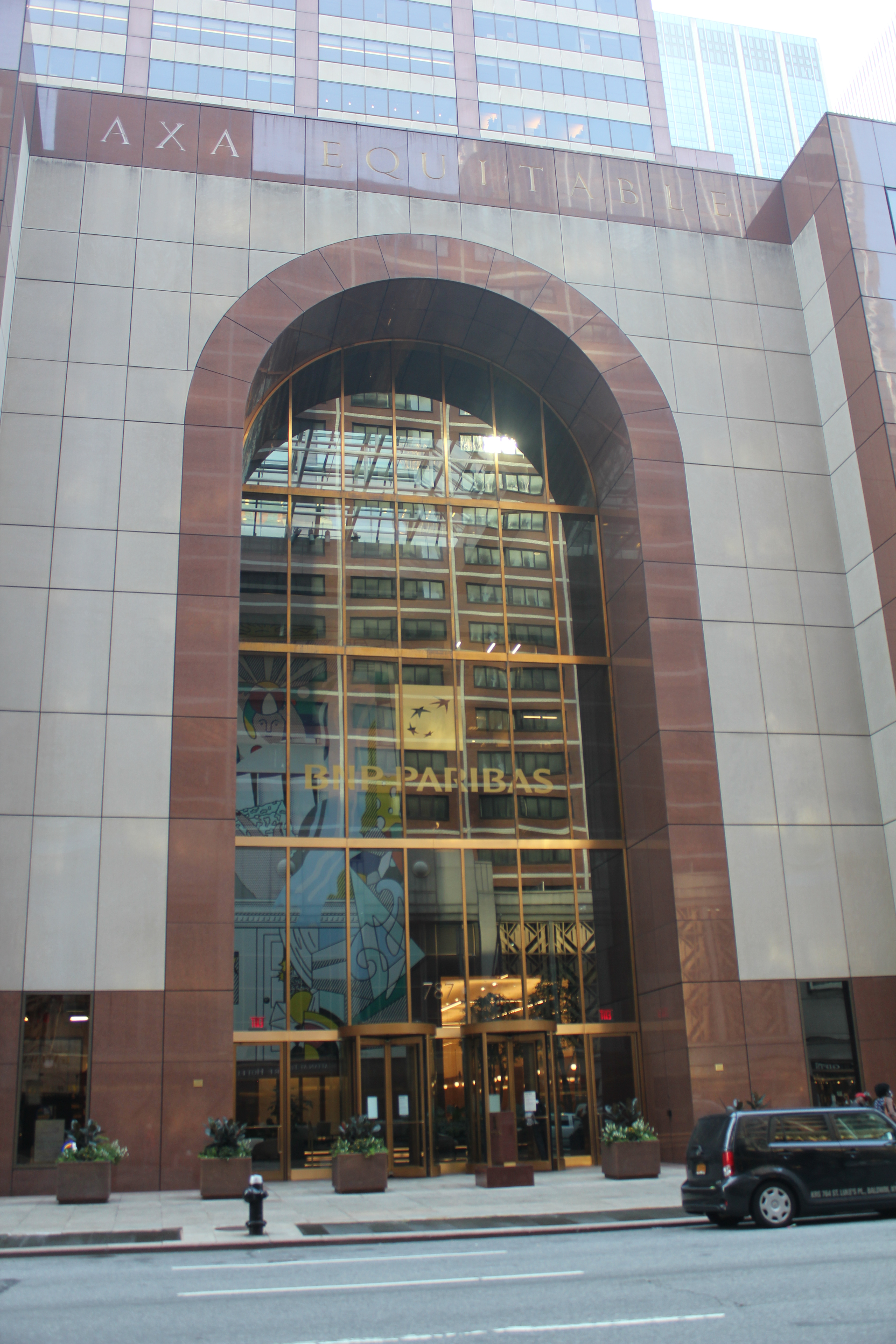
Eingangsportal, noch mit AXA-Schriftzug (2021)
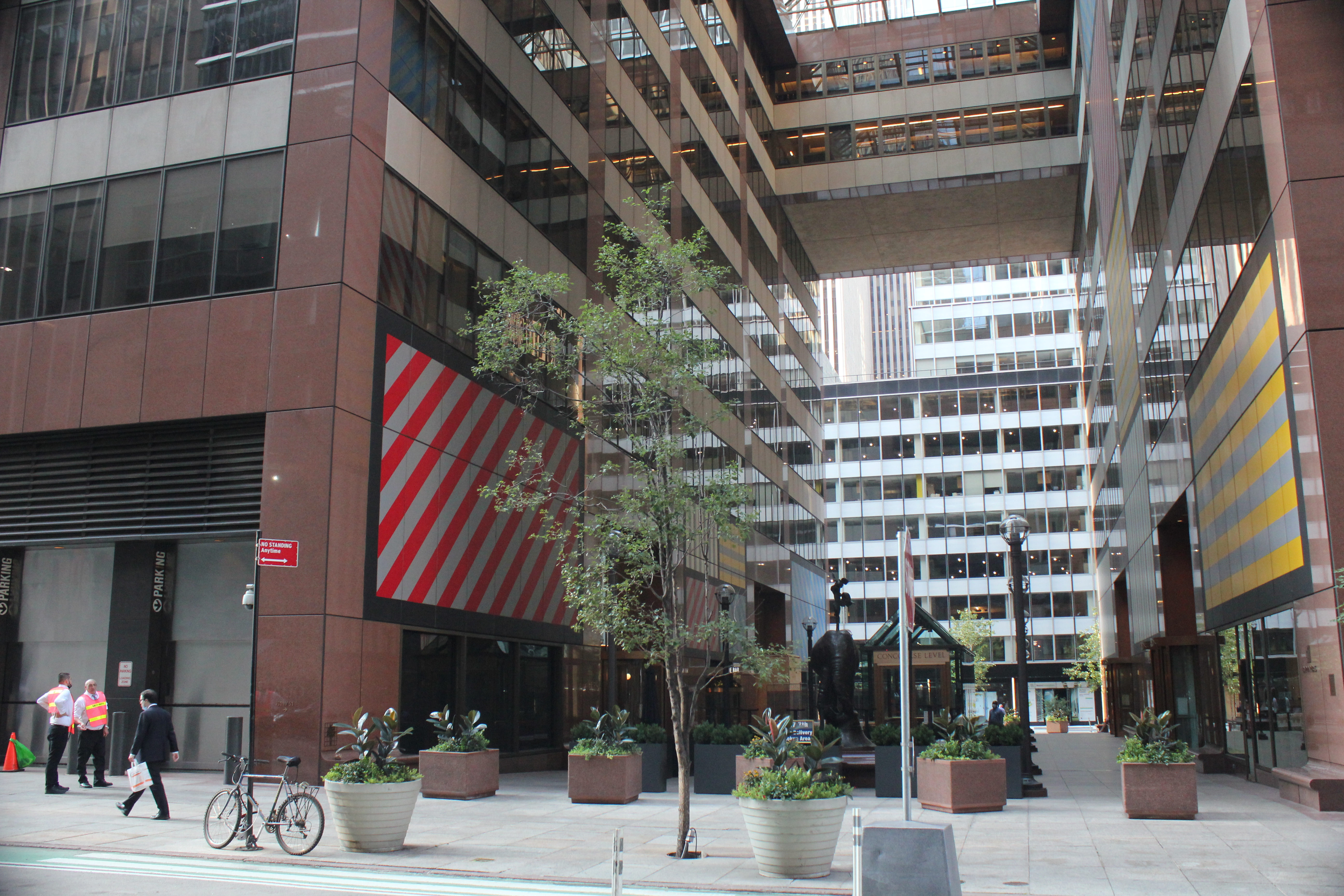
Arkade mit 6 ½ Avenue an der Ostseite
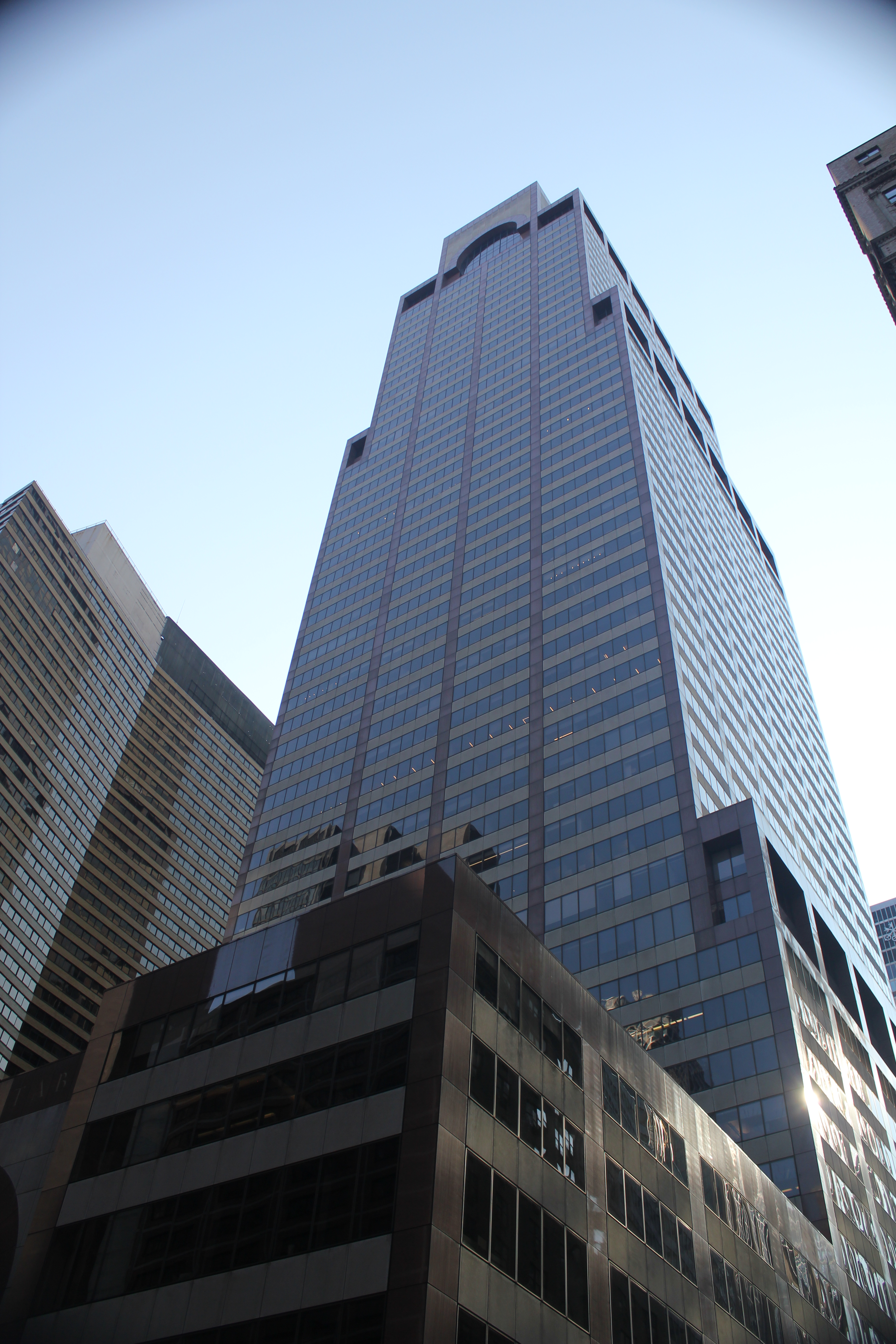
Blick von der 51st Street
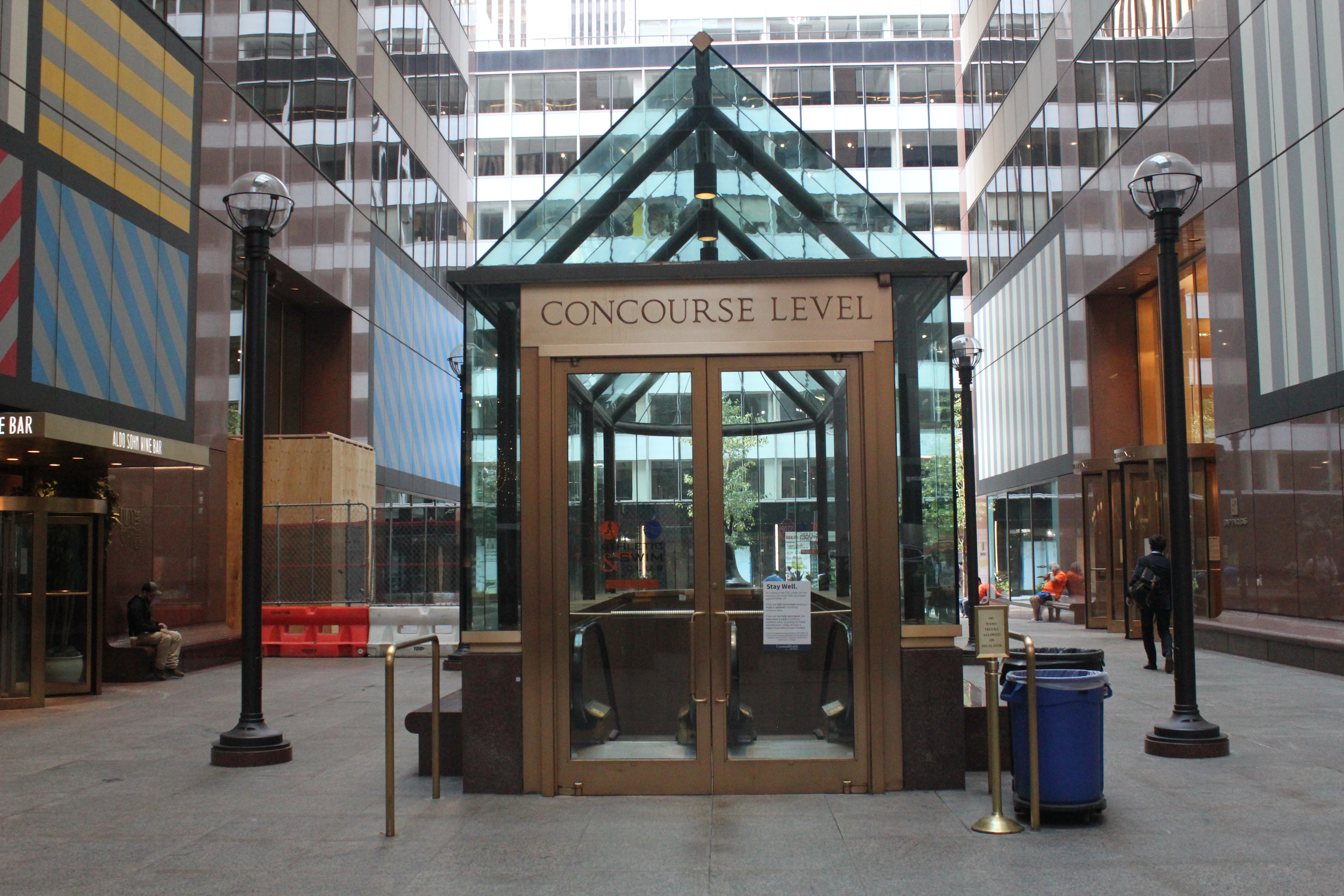
Pavillon in der Arkade
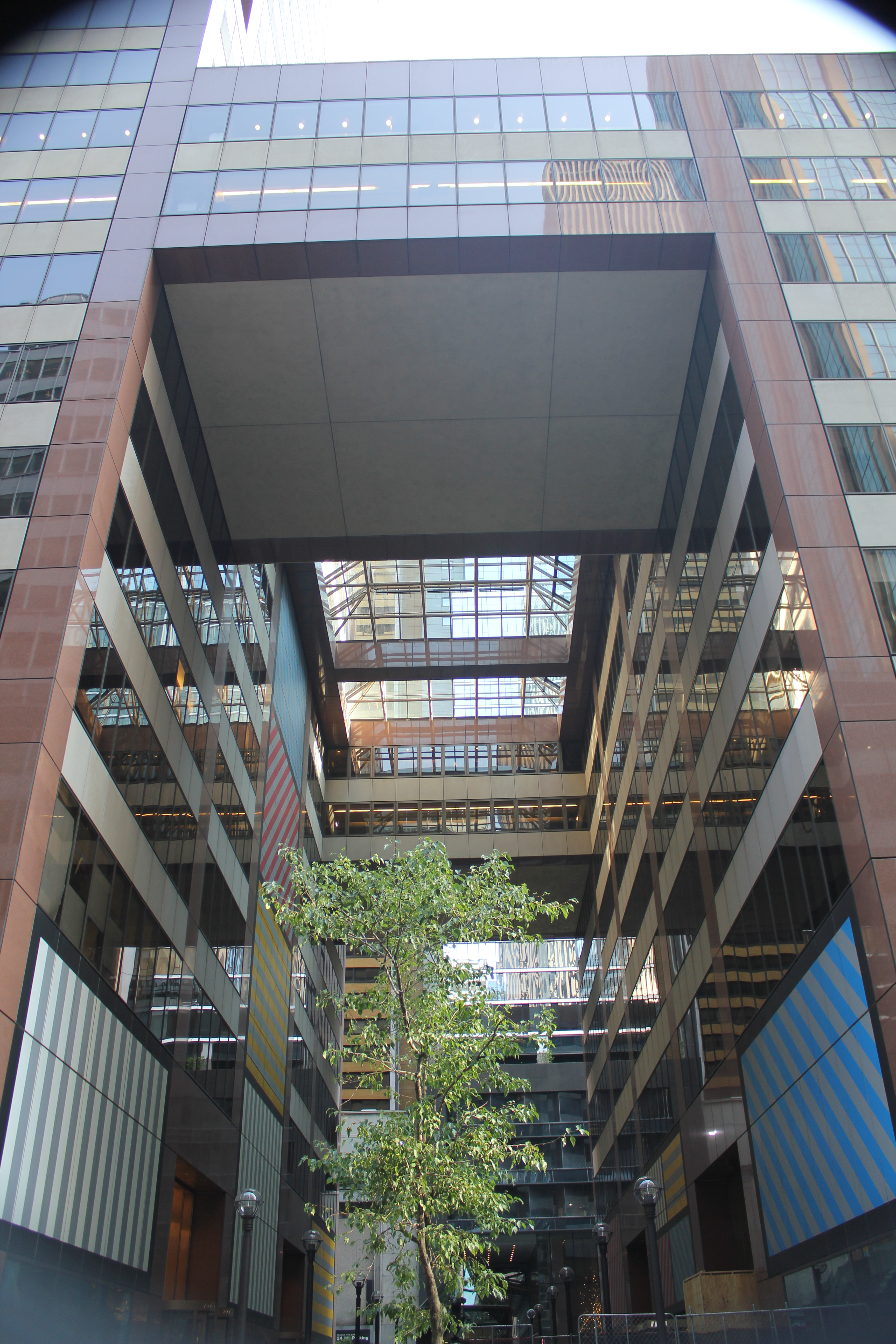
Überdachung der Arkade mit Oberlichtern
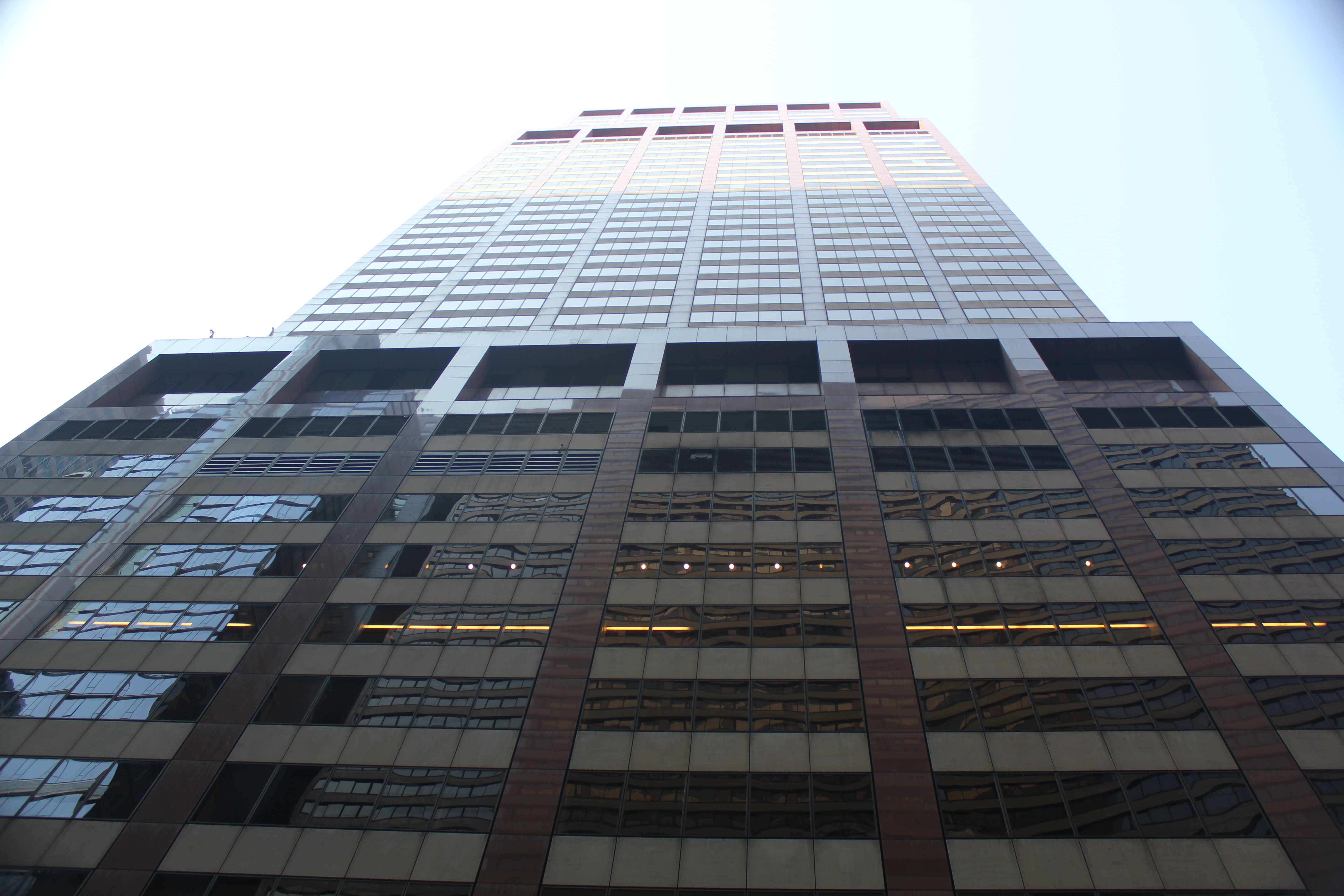
Vertikale Ansicht der Fassade (2021)